# 25 (EP)
25 é o EP de estreia de Song Jieun, integrante do girl group sul-coreano Secret. O álbum foi lançado em 14 de outubro de 2014, com a canção "Pretty Age 25" servindo como faixa principal e "Don't Look At Me Like That" como pré-lançamento. O álbum contém cinco canções e foi lançado em duas versões.

## Lançamento
Em 23 de setembro de 2014, Jieun lançou seu primeiro single e vídeo musical, "Don't Look At Me Like That". Em 13 de outubro, o vídeo musical de seu segundo single, "Pretty Age 25" foi lançado. O álbum completo 25 foi lançado em 14 de outubro. Em 2 de dezembro, Jieun lançou seu primeiro single japonês "Twenty-Five (versão em japonês)", de seu primeiro mini-álbum japonês intitulado 25. Em 3 de dezembro, ela lançou uma versão japonesa de "Don't Look At Me Like That".

## Promoções
Song Jieun promoveu os singles "Don't Look At Me Like That" e "Pretty Age 25" em setembro e outubro de 2014 no Music Bank da KBS, Show! Music Core da MBC, Inkigayo da SBS e M! Countdown da Mnet. Ela também fez uma apresentação no MelOn no dia do lançamento de seu álbum, onde ela apresentou a canção por ela composta, "Star".

## Lista de faixas
| Lista de faixas |                                           |                           |                              |         |  |
| N.º             | Título                                    | Letras                    | Música                       | Duração |  |
| 1.              | "Janus" (Intro)                           | Park Soosuk, INOO         | Park Soosuk, INOO            | 1:12    |  |
| 2.              | "예쁜 나이 25살" (Twenty Five)            | Duble Sidekick, David Kim | Duble Sidekick, Radio Galaxy | 3:25    |  |
| 3.              | "쳐다보지마" (Don't Look At Me Like That) | StarTrack                 | StarTrack                    | 3:14    |  |
| 4.              | "La Boum"                                 | Park Soosuk, INOO         | Park Soosuk, INOO            | 3:00    |  |
| 5.              | "별" (Star)                               | Song Jieun                | Song Jieun                   | 3:48    |  |
| Duração total:  | Duração total:                            | Duração total:            | Duração total:               | 14:39   |  |

| "25" (versão em japonês) |                                                     |                           |                   |         |  |
| N.º                      | Título                                              | Letras                    | Música            | Duração |  |
| 1.                       | "Twenty-Five (versão em japonês)"                   | Duble Sidekick, David Kim |                   | 3:25    |  |
| 2.                       | "Don't Look At Me Like That (versão em japonês)"    |                           |                   | 3:14    |  |
| 3.                       | "La Boum (versão em japonês)"                       | Park Soosuk, INOO         | Park Soosuk, INOO | 3:01    |  |
| 4.                       | "Vintage (versão em japonês)" (feat. ZELO do B.A.P) |                           |                   | 3:27    |  |
| 5.                       | "Star (별)"                                         | Song Jieun                | Song Jieun        | 3:48    |  |
| 6.                       | "Twenty-Five (Inst.)"                               |                           |                   | 3:25    |  |
| Duração total:           | Duração total:                                      | Duração total:            | Duração total:    | 20:20   |  |

| "25" (versão em japonês) DVD |                                                 |         |  |
| N.º                          | Título                                          | Duração |  |
| 1.                           | "Pretty Age 25 (versão em japonês)"             |         |  |
| 2.                           | "Pretty Age 25 (versão em japonês)" (making-of) |         |  |

## Desempenho nas paradas

### Álbum
| Parada                  | Melhor posição |
| ----------------------- | -------------- |
| Gaon Weekly album chart | 6              |

### Vendas
| Parada              | Vendas      |
| ------------------- | ----------- |
| Gaon vendas físicas | KOR: 5.796+ |

### Singles
| Canção                       | Melhor posição nas paradas | Vendas              |
| Canção                       | KOR                        | Vendas              |
| ---------------------------- | -------------------------- | ------------------- |
| "Don't Look At Me Like That" | 27                         | 104.847 (KOR) (DL)  |
| "Pretty Age 25"              | 15                         | 254.211+ (KOR) (DL) |

## Histórico de lançamento
| País          | Data                  | Formatos             | Gravadora                           |
| ------------- | --------------------- | -------------------- | ----------------------------------- |
| Coreia do Sul | 14 de outubro de 2014 | CD, download digital | TS Entertainment LOEN Entertainment |
| Japão         | 2 de dezembro de 2014 | CD, download digital | TS Entertainment LOEN Entertainment |